# 飯塚商業高等学校
飯塚商業高等学校（いいづかしょうぎょうこうとうがっこう）とは、かつて福岡県飯塚市にあった私立高等学校である。略称は飯商（いいしょう）。

## 歴史
1926年（大正15年）、飯塚商業専修学校として開校。1948年（昭和23年）、学制改革により高等学校となり、飯塚商業高等学校と改称した。男子校であったが、1955年（昭和30年）に男女共学となった。
野球部が1968年（昭和43年）、1969年（昭和44年）と 全国高等学校野球選手権大会（夏の甲子園）に連続出場するなど、筑豊の野球名門校として一時代を築いた。通算実績は、甲子園出場（夏大会）2回、九州地区高校野球大会出場4回。
最盛期には1学年20クラス全校生徒3000人超のマンモス校であったが、筑豊地区の石炭産業の消滅による人口減少の影響を受けて生徒数が減少し、1983年（昭和58年）3月に廃校となった。夏の甲子園に連続出場をしたほどの強豪の野球部であったが、その後数年で初戦敗退が目立つようになり閉校前の最後の北部予選では戸畑高校に35-0で敗れている。
廃校後、跡地はホテルの専用駐車場となり、1990年（平成2年）、卒業生らの有志により「飯商之跡」記念の石碑が建立された。

## 著名な卒業生
- 岩田順介（国会議員）
- 西弘美（陸上競技選手・指導者）
- 森田実（プロ野球選手）
- 貞池広喜（プロ野球選手）
- 吉冨欣也（プロ野球選手）
- 小鶴誠（プロ野球選手）
- 野口正明（プロ野球選手）
- 三村勲（プロ野球選手）
- 井上嘉弘（プロ野球選手）
- 柴田崎雄（プロ野球選手）
- 藤野良人（プロ野球選手）
- 山本恒敬（プロ野球選手）
- 住吉重信（プロ野球選手）
- 青木勝男（プロ野球選手）
- 舞野健司（プロ野球選手）
- 木下竜元（プロ野球選手）
- 川村博昭（プロ野球選手）
- 執行重徳（プロ野球選手）
- 藤池昇龍（プロ野球選手→プロゴルファー）